# Castro (Chile)
Castro é uma cidade chilena, localizada na Ilha Grande de Chiloé, a 1214 km ao sul de Santiago. É a capital da comuna de mesmo nome e da Província de Chiloé, na Região de Los Lagos.
A comuna limita-se: a norte com a comuna de Dalcahue; a oeste com o Oceano Pacífico; a leste com o golfo de Corcovado; e a sul com a comuna de Chonchi.

## Geografia
A comuna é formada por uma estreita faixa de terra na Ilha Grande de Chiloé, entre as comunas de Dalcahue e Chonchi, e por duas ilhas menores. Na desabitada costa voltada para o Oceano Pacífico esta faixa tem uns 4,5 km de largura e seus limites são o rio Anay no norte e o Cole-cole no sul. Esta zona está na Cordilheira da Costa de Chiloé e é coberta por bosques do tipo valdiviano, que em parte pertence ao Parque Nacional Chiloé. Na costa leste, concentra-se quase a totalidade da população da comuna, na cidade de Castro (lat. 42º 27' 48" S, long. 73º 48' 29" O) e em seus arredores. A cidade está localizada em uma península entre o estuário do rio Gamboa e a laguna de Ten-tén, a margem de um fiorde sinuoso que constitui um abrigo para as embarcações, porem sua entrada é perigosa por ser estreita e estar cheia de rochas a flor da água. No outro lado do fiorde está a Península de Rilán, que também pertence à comuna, é onde se desenvolve a maior parte da atividade agrícola da comuna. As ilhas de Quehui e Chelín estão um pouco ao sul de Aguantao, o extremo da península.

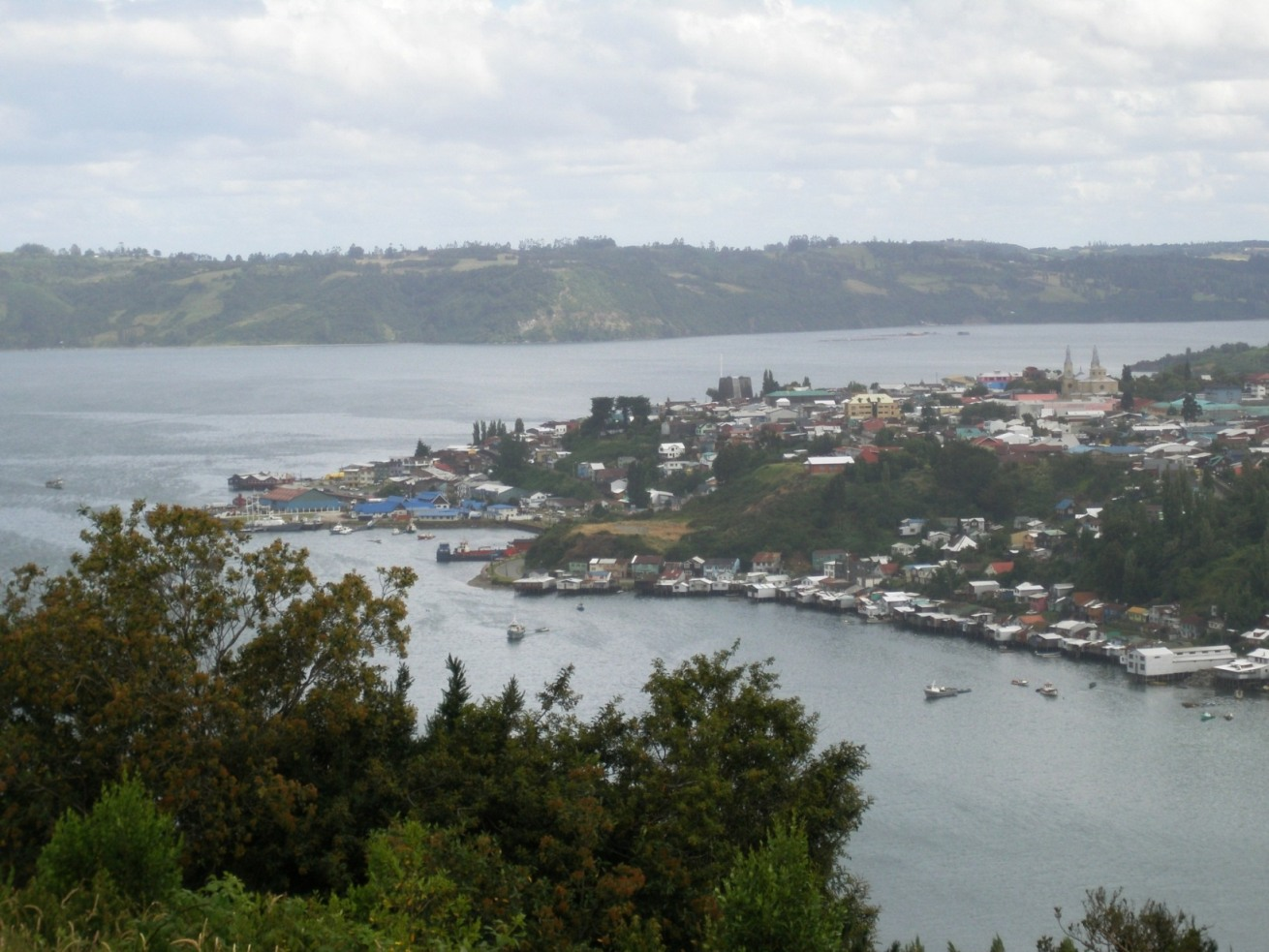
Castro vista desde Tentén.

## Toponímia
"Castro" provêm do nome do vice-rei do Peru Lope García de Castro  Foi fundada em um local que se chamava na Idioma huilliche (variante mapuche) "Quiquilhue", que significa "Lugar onde há muitos quilquis"